# Contea di Xi (Shanxi)
La contea di Xi (隰县S, Xī XiànP) è una contea della Cina, situata nella provincia dello Shanxi e amministrata dalla prefettura di Linfen.